# Hadong-gun
Hadong-gun är en landskommun (gun)  i den sydkoreanska provinsen Södra Gyeongsang. Den har 45 255 invånare (2020).
Den största orten och den administrativa huvudorten är köpingen Hadong-eup. Resten av kommunen består av tolv socknar: 
Agyang-myeon,
Bukcheon-myeon,
Cheongam-myeon,
Geumnam-myeon,
Geumseong-myeon,
Gojeon-myeon,
Hadong-eup,
Hoengcheon-myeon,
Hwagae-myeon,
Jeongnyang-myeon,
Jingyo-myeon,
Okjong-myeon och
Yangbo-myeon.